# Khalil Dorsey
Khalil Dorsey (Ontario, 31 marzo 1998) è un giocatore di football americano statunitense che milita nel ruolo di cornerback per i Detroit Lions della National Football League (NFL).

## Carriera

### Baltimore Ravens
Dorsey signed firmò con i Baltimore Ravens dopo non essere stato scelto nel Draft il 5 maggio 2020. Fu svincolato il 5 settembre 2020, e firmò con la squadra di allenamento il giorno successivo. Fu promosso nel roster attivo il 28 settembre per la gara della settimana 3 contro i Kansas City Chiefs e tornò nella squadra di allenamento dopo la partita. Fu promosso nuovamente il 3 ottobre per la gara del quarto turno contro il Washington Football Team e tornò nella squadra di allenamento dopo la partita. Fu di nuovo promosso nel roster attivo il 9 ottobre 2020. Il 10 novembre 2020 fu inserito in lista infortunati. Il 28 novembre fu inserito nella lista dei positivi al Covid-19, tornando in lista infortunati tre giorni dopo.
Il 16 agosto 2021 Dorsey fu inserito in lista infortunati.
Durante il periodo di riabilitazione dagli infortuni, Dorsey fu lodato per il suo lavoro di volontariato nella comunità.

### New York Giants
Il 18 maggio 2022 Dorsey firmò con i New York Giants. Fu svincolato il 30 agosto 2022.

### Detroit Lions
Il 15 dicembre 2022 Dorsey firmò con la squadra di allenamento dei Detroit Lions. Il 9 gennaio 2023 firmò un nuovo contratto da riserva.
Il 16 settembre 2023 Dorsey fu  inserito in lista infortunati dopo che gli fu diagnosticata una rabdomiolisi. Tornò nel roster attivo il 14 ottobre. Nella settimana 17 contro i Dallas Cowboys, Dorsey fu parte di una giocata a sorpresa su un punt fintato, in cui ricevette un passaggio da 31 yard da Jalen Reeves-Maybin tenendo vivo il drive dei Lions.